# Unwound
Unwound est un groupe de rock américain, originaire d'Olympia, dans l'État de Washington. Il est formé en 1991 et dissous en 2002.

## Biographie

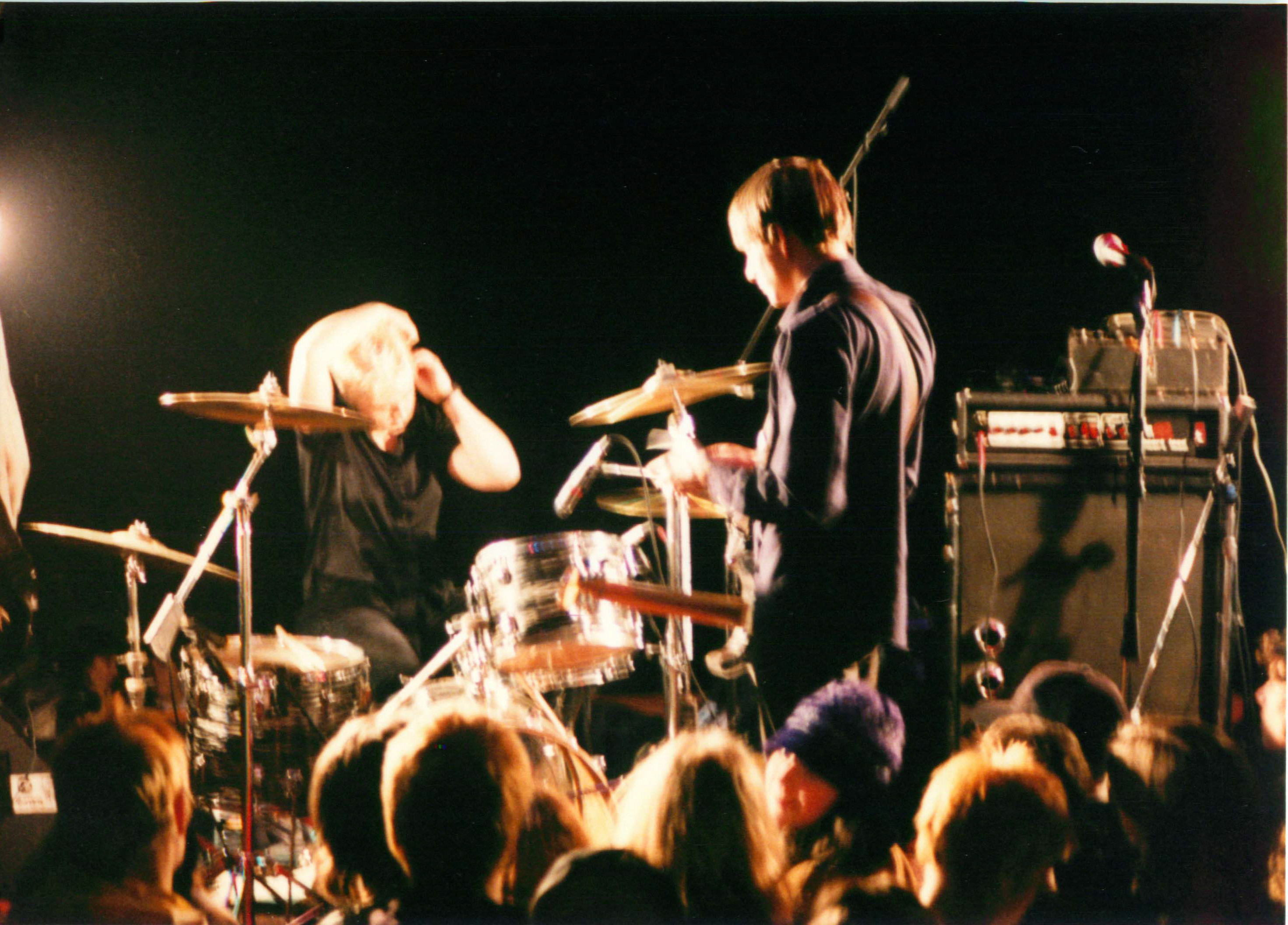
Unwound.

Formé en 1991, le groupe, connu au départ sous le nom de Giant Henry, était formé de Justin Trosper (chant, guitare, composition), Vern Rumsey (basse), et Brandt Sandeno (batterie).
Unwound produit une cassette démo complète en 1991, et enregistre un mini-album au début de 1992 (sorti sous le nom de Unwound en 1995). Deux chansons de la démo sont apparues plus tard sur A Single History: 1991-1997 ; les paroles de la chanson Bionic étaient suicidaires. En juillet 1992 Sara Lund remplaça son ami Sandero. Le groupe produit plusieurs singles et albums, d'abord sur le label Kill Rock Stars, avant de se dissoudre le 1er avril 2002, tout juste après avoir participé au festival All Tomorrow's Parties de cette même année. Leur rupture s'étant produite un premier avril, jour des farces, la rumeur court qu'ils resteraient en fait ensemble; un tee-shirt du groupe sort avec l'inscription Unwound 1991-2091. Fake Train est le premier LP de Kill Rock Stars.
Le groupe inaugure également la production de plusieurs autres labels discographiques underground, notamment Gravity Records et Troubleman Unlimited Records; le projet parallèle Replikants sort son premier album chez 5 Rue Christine, un rejeton obscur de Kill Rock Stars. Rumsey fonde le label Punk In My Vitamins? Records, qui sort des albums de Lowercase, Yind, the Bangs, Karp, et Chokebore. Trosper publia plusieurs numéros de son propre fanzine rock underground au début des années 1990. Unwound et leurs contemporains sonores et géographiques Sleater-Kinney sont généralement considérés comme des groupes emblèmes du Kill Rock Stars des années 1990. Unwound est dissous le 1er avril 2002.
En 2011, Justin Trosper et Brandt Sandeno forment Survival Knife, groupe dont le premier album intitulé Loose Power sort en avril 2014 sur le label Glacial Pace.
Le bassiste et cofondateur du groupe Vern Rumsey meurt le 6 août 2020, à l'âge de 47 ans.
En juillet 2022, le groupe annonce sa reformation pour une série de vingt concerts aux États-Unis en février et mars 2023. Suivent trois dates en juin au Primavera Sound Festival (Barcelone, Madrid et Porto).

## Discographie

### Apparitions
- 1992 : Bionic (live) sur la compilation International Pop Underground Convention (K Records - 1992)
- 1995 : Broken E-Strings (live) sur la compilation Basement Tapes: A KSPC Compilation Of Live Recordings (KSPC - 1995)
- 1999 : Pinwheel Signaling sur la compilation  Multi-Vitamin Comp (Punk In My Vitamins - 1999)
- 2001 : Arboretum (live) sur la compilation Songs For Cassavetes - An All Ages Film (Better Looking Records - 2001)
- 2001 : Behold The Salt sur la compilation All Tomorrow's Parties 1.1 (ATP Recordings - 2001)
- 2001 : Lazslo sur la compilation Troubleman Mix-Tape (Troubleman Unlimited - 2001)